# Google Sidewiki
Google Sidewiki ― інструмент вебанотацій від Google. Був запущений 
23 вересня 2009, а підтримку було припинено в грудні 2011. Sidewiki було розширенням для браузера, яке дозволяє користувачам, що увійшли в Google Account створювати та переглядати коментарі про того чи іншого вебсайту в окремій рамці браузера. Незважаючи на назву, інструмент не був спільною вікі, хоча автор міг редагувати коментарі.

## Функції
Google використовала алгоритми ранжування для визначення релевантності і корисності коментарів, використовуючи такі критерії, як голосування користувачів по коментарю: вгору або вниз, а також попередні коментарі користувачів. Будь-яка людина може подивитися Google профіль коментатора, клікнувши на його ім'я, і по накопиченим записам у його профілі, проконтролювати надійність коментатора. Sidewiki була доступною для Internet Explorer і Firefox через панель інструментів Google, і браузера Google Chrome через розширення ПЗ. Для інших браузерів, як наприклад, Safari, вона була доступною як букмарклет. Коментарі могли поширюватися через посилання, електронну пошту, X чи Facebook, а API був доступний для розробників.

## Закриття
У вересні 2011 року компанія Google оголосила, що припинить підтримку ряду своїх продуктів, включаючи Google Sidewiki.